# Varde Staalværk
Varde Staalværk blev grundlagt 7. november 1913 af fabrikant Peter Thomsen Bruun.
1. verdenskrig gjorde det imidlertid svært at skaffe kul og råmaterialer.
Februar 1918 blev værket overtaget af Nakskov Skibsværft, og 1. september 1921 blev A/S Varde Staalværk stiftet. De nye ejerne var Østasiatisk Kompagni og F.L. Smidth og Co.
Man var især dygtig til at lave skibsskruer i store diametre. I 1927 fik man patent på fremstillingen af Vardan Stål, og kvaliteten fremstilles stadig.
Under 2. verdenskrig stod Varde Staalværk´s direktør Olaf von Bülow overfor en svær beslutning. Det drejede sig jo om mange arbejdspladser. Enden blev, at stålværket 12. december 1943 blev saboteret ved hjælp af lokale samt Jørgen Kieler.
Den sidste direktør og ejer var Viggo Pederersen fra Næstved Jernstøberi. Han købte virksomheden af FLSmidth & Co. A/S i 1979.
Stålværket blev lukket i 1984, og Vardes største arbejdsplads forsvandt.

## Ekstern kilde/henvisning
- A/S Varde Staalværk Arkiveret 11. marts 2007 hos  Wayback Machine

- Varde Stålværk og besættelsen.